# Conostethus roseus
Conostethus roseus is een wants uit de familie van de blindwantsen (Miridae). De soort werd het eerst wetenschappelijk beschreven door Carl Fredrik Fallén in 1807.

## Uiterlijk
De langwerpig gevormde wants is macropteer (langvleugelig) en kan 6 tot 7 mm lang worden. Het lichaam heeft een duidelijke lichte streep in de lengte over het halsschild en het scutellum en bij de mannetjes hebben de voorvleugels een zwart tot bruinrode kleur terwijl die bij de vrouwtjes een helderrode kleur hebben. De buitenranden van de vleugels zijn licht en deze lichte randen lopen door tot de punten van het verharde deel van de vleugels (cuneus) die ook licht zijn. De antennes zijn bruingeel, naar het einde toe donkerder. De mannetjes hebben bruine pootjes en bij de vrouwtjes zijn ze groen of geel.

## Leefwijze
De volwassen wantsen zijn van mei tot augustus te vinden op diverse grassoorten zoals zilverhaver (Aira caryophyllea), buntgras (Corynephorus canescens), schapengras (Festuca ovina) en bijvoorbeeld rood zwenkgras (Festuca rubra). De soort kent één generatie per jaar en overwintert als eitje.

## Leefgebied
In Nederland komt de soort algemeen voor in de duinen en kale zandgronden met grassen. De soort is geïntroduceerd in Noord-Amerika maar het leefgebied is oorspronkelijk Palearctisch, van Europa tot Noord-Afrika en in Azië van het Midden-Oosten tot de Kaukasus.